# Belisana kendari
Belisana kendari är en spindelart som beskrevs av Huber 2005. Belisana kendari ingår i släktet Belisana och familjen dallerspindlar.
Artens utbredningsområde är Sulawesi. Inga underarter finns listade.